# São José da Varginha
São José da Varginha este un oraș în Minas Gerais (MG), Brazilia.